# Cessey
Cessey település Franciaországban, Doubs megyében. Lakosainak száma 321 fő (2022. január 1.). Cessey Vorges-les-Pins, Palantine, Quingey és Charnay községekkel határos.

## Népesség
A település népességének változása:
| Lakosok száma | 62   | 175  | 237  | 323  | 343  | 340  | 333  | 326  | 325  | 321  |
|               | 1968 | 1982 | 1990 | 2006 | 2013 | 2015 | 2017 | 2019 | 2020 | 2022 |